# Stigmacros aemula
Stigmacros aemula är en myrart som först beskrevs av Auguste-Henri Forel 1907.  Stigmacros aemula ingår i släktet Stigmacros och familjen myror. Inga underarter finns listade i Catalogue of Life.